# إيفجينيا تاراسوفا
إيفجينيا تاراسوفا هي متزلجة على الجليد روسية ولدت في 17 ديسمبر 1994.